# Efrem Forni
Efrem Forni, italijanski rimskokatoliški duhovnik, škof in kardinal, * 10. januar 1889, Milano, † 26. februar 1976.

## Življenjepis
6. julija 1913 je prejel duhovniško posvečenje.
27. novembra 1937 je bil imenovan za naslovnega nadškofa Darnisa in za apostolskega nuncija v Ekvadorju; 20. februarja 1938 je prejel škofovsko posvečenje. 9. novembra 1953 je postal apostolski nuncij v Belgiji in apostolski internuncij v Luksemburgu; 24. oktobra 1855 je postal polni nuncij v Luksemburgu.
19. marca 1962 je bil povzdignjen v kardinala in imenovan za kardinal-duhovnika Svetega Križa v Jeruzalemu.